# Roman Mazierski
Roman Mazierski (ur. 9 sierpnia 1899 w Kołomyi, zm. 16 sierpnia 1959 w Londynie) – polski duchowny kalwiński, kapelan 1 Dywizji Pancernej.

## Życiorys
Po ukończeniu gimnazjum we Lwowie wstąpił na Wydział Teologiczny Uniwersytetu Lwowskiego. W 1921 przyjął święcenia kapłańskie i został duchownym rzymskokatolickiej archidiecezji lwowskiej. W 1936 wystąpił z Kościoła katolickiego, przeszedł na kalwinizm oraz rozpoczął studia na Wydziale Teologii Ewangelickiej Uniwersytetu Warszawskiego. Ordynowany w 1938, został przez Kościół Ewangelicko-Reformowany skierowany wiosną 1939 do pracy duszpasterskiej w Zelowie.
W sierpniu 1939, w stopniu kapelana, został wyznaczony na stanowisko szefa duszpasterstwa wyznania ewangelicko-reformowanego Okręgu Korpusu Nr VIII. Stanowiska nie zdążył objąć. W czasie kampanii wrześniowej 1939 roku przekroczył granicę z Rumunią i został internowany. W 1941 został przeniesiony do Oflagu VI B Dössel, w którym spędził cztery lata. W 1943 rozpoczął pisanie pracy teologicznej pt. „Jedność Biblii”, za którą otrzymał pierwszą nagrodę w konkursie ogłoszonym przez YMCA w Genewie. Po uwolnieniu został kapelanem wyznania ewangelicko-reformowanego w 1 Dywizji Pancernej.
Po 1945 pozostał na emigracji. Redagował czasopisma: „Dobra Nowina” (1946, 1950) i „Jednota”. Przewodził duszpasterstwu ewangelicko-reformowanemu działającemu wśród powojennej Polonii. W latach 1947–1959 był superintendentem Polskiego Kościoła Ewangelicko-Reformowanego w Wielkiej Brytanii.
W 1936 poślubił Stanisławę Grimm (1911-1996), która w 1945 przedostała się do niego do Wielkiej Brytanii. Po jego śmierci z tytułem diakonisy stanęła na czele kościoła, jako pierwsza Polka w historii.